# Béla magyar királyi herceg (1167–?)
Árpád-házi Béla (1167 – 1172 előtt) magyar és horvát királyi herceg és trónörökös, III. István magyar király fia.

## Élete
Édesapja III. István magyar király, édesanyja Babenbergi Ágnes osztrák hercegnő.
Wertner Mór a korabeli források alapján így összegzi a herceg létezésének körülményeit. (a következő szöveg korabeli helyesírással íródott, így némileg eltér a mai változattól): „István […] 1167-ben, tehát Ágnessel kötött házassága után egy teljes évvel […] Sebenico polgárainak irja: »Mihi et filio meo … tributarii ne sitis«. Ebből  az okiratból következtetem, hogy Istvánnak 1167-ben – az okirat szerkesztése idejében – csakugyan volt egy életben levő fia. Mert, ha gyermektelen volt volna, igy irt volna: »netalán (várandó) fiamnak«. – Gyermektelen király trónutódjáról bizonyosan szólhat, mert minden körülmény közt biztos; a fiú azonban nem oly biztos, hogy határozottan – mint István, fentebbi okiratában – präcizirozható. Világos tehát, hogy István halála után miért gondolt egy párt arra, hogy özvegye Ágnes áldott állapotban van; mert ha addig nem szült volna, a terhességet még a Géza herczeggel elégedetlen párt is azonnal kétségbe vonta volna.”
Haláláról nincs adat, de mindenképpen apja életében be kellett következnie, különben neki kellett volna követnie apját, de egy kistestvére született még. (A következő szöveg korabeli, 19. század végi nyelvi stílussal és helyesírással íródott, így némileg eltér a mai változattól): „Ágnes férjének (1173. május 3-án – más adatok szerint a király 1172. március 4-én halt meg, a szerk. – bekövetkezett) halálakor áldott állapotban volt, s atyjához Osztrákországba tért vissza.”
„Eufrozina és Géza herczeg párthivei áldott állapotát tetettnek nyilvánitották, s hogy a Bécsben született gyermek 1174-ben – de még inkább 1172-ben, ha az apa 1172. március 4-én hunyt el, a szerk. – mindjárt születése után meghalt.”